# Dotemu
Dotemu簡易股份有限公司（法語：Dotemu Société par actions simplifiée，前稱DotEmu）是一間位於法國巴黎第九區的電子遊戲開發和發行公司，於2007年由Xavier Liard和Romain Tisserand創辦。目前母公司為Focus Entertainment。

## 歷史
2007年，Dotemu由Xavier Liard和Romain Tisserand創辦，公司坐落在法國巴黎第九區，鄰近當地一間卡巴萊女神遊樂廳。兩人創辦目的是希望在遊戲市場上重新發行一些經典作品，公司初期致力於移植SNK遊戲到手機和個人電腦上，例如合金弹头系列。2010年，公司推出數碼發行服務，類似于GOG.com，通過無數碼版權管理提供電子遊戲。2014年，Cyrille Imbert被任命為行政總裁。
2015年9月，兩位創辦人將公司售給一位私人投資者，並在同月創立一間新發行公司Playdigious，用以在手機平台上發行Dotemu所開發的遊戲。2017年3月，公司指遊戲銷售市場競爭激烈且希望專注於主機和手機遊戲的開發加發行，而不單單是發行，數碼發行服務最後在同年6月1日結束。2018年3月，公司宣佈成立新品牌The Arcade Crew，以支援小型獨立開發團隊的遊戲開發。2019年8月，Focus Home Interactive（現名Focus Entertainment）以3850萬歐元收購Dotemu。

## 外部連結
- 官方网站